# Эткинд, Александр Маркович
Алекса́ндр Ма́ркович Э́ткинд (род. 30 августа 1955, Ленинград) — советский психолог, впоследствии британский и американский культуролог, историк культуры и литературовед. Кандидат психологических наук. Доктор философии по славянским языкам и литературам (истории российской культуры). 
С 2022 года — профессор Департамента международных отношений Центрально-Европейского университета. Ранее — профессор Департамента истории и цивилизаций Европейского университетского института во Флоренции (2013—2022), профессор русской литературы и истории культуры в Кембриджском университете (2005—2013), профессор Факультета политических наук и социологии Европейского университета в Санкт-Петербурге (1999—2005).
Основные области научных интересов — интеллектуальная история, история культуры, русская история; темы — историческая память, внутренняя колонизация, история природных ресурсов.

## Биография
Отец — Марк Григорьевич Эткинд (1925—1979) — искусствовед, исследователь русской художественной культуры XIX — начала XX веков. Отчим — философ и культуролог Моисей Самойлович Каган (1921—2006). Мать, Юлия Освальдовна Каган (род. 1929) — историк искусства, заслуженный работник культуры РФ. Дядя — литературовед Ефим Эткинд (1918—1999).
В сентябре 2024 года Министерством юстиции России внесён в список физических лиц «иностранных агентов».

### Образование и учёные степени
В 1978 году окончил психологический факультет Ленинградского государственного университета. В 1985 году получил учёную степень кандидата психологических наук, защитив диссертацию на тему «Разработка медико-психологических методов исследования эмоциональных компонентов отношений личности и их применение в изучении неврозов и аффективных расстройств». В 1998 году получил в Университете Хельсинки ученую степень доктора философии по славянским языкам и литературам (истории российской культуры), защитив диссертацию, которая в России была опубликована отдельным изданием под названием «Хлыст. Секты, литература и революция».

### Научная карьера
В 1980—1986 годаx работал в Психоневрологическом институте им. В. М. Бехтерева, уволен с работы по политико-идеологическим мотивам. Судился с дирекцией института и выиграл процесс. В 1988—1990 годах — научный сотрудник Института истории естествознания и техники АН СССР, а в 1990—1993 годах — филиала Института социологии РАН в Санкт-Петербурге. Член оргкомитета (1994) и профессор факультета политических наук и социологии (1999—2005) Европейского университета в Санкт-Петербурге.
С 2005 по 2013 год был профессором Кембриджского университета, членом Кингз Колледжа. С 2013 по 2022 год занимал пост профессора Департамента истории и цивилизаций в Европейском университетском институте во Флоренции.
С 2022 года является профессором Департамента международных отношений Центрально-Европейского университета.

#### Стажировки
Был приглашённым профессором в Нью-Йоркском и Джорджтаунском университетах, приглашённым сотрудником в Гарвардском и Принстонском университетах, Международном научном центре имени Вудро Вильсона, Институте высших исследований Берлина и Кентерберийском университете в Новой Зеландии.

#### Исследовательские проекты
В 2010—2013 годах профессор Эткинд возглавлял европейский исследовательский проект «Memory at War: Cultural Dynamics in Poland, Russia, and Ukraine».

### Исследовательские интересы
Сфера исследовательских интересов Александра Эткинда включает русскую интеллектуальную историю, колонизационные процессы в Российской империи, сравнительные исследования культурной памяти, глобальную историю природных ресурсов.

## Основные труды
- Эрос невозможного. История психоанализа в России. — СПб., 1993. (переведена на семь языков[3])
- Содом и Психея. Очерки интеллектуальной истории Серебряного века. — М.: Гарант, 1995.
- Хлыст. Секты, литература и революция. — М.: НЛО, 1998.
- Толкование путешествий. Россия и Америка в травелогах и интертекстах. — М.: НЛО, 2001.
- Non-fiction по-русски правда. Книга отзывов. — М.: НЛО, 2007.
- Internal Colonization: Russia’s Imperial Experience. Cambridge: Polity Press, 2011.
  - Внутренняя колонизация. Имперский опыт России / Авториз. пер. с англ. В. Макарова. — М.: НЛО, 2013.
- Warped Mourning: Stories of the Undead in the Land of the Unburied (Cultural Memory in the Present). Stanford University Press, 2013.
  - Кривое горе: Память о непогребенных / авториз. пер. с англ. В. Макарова. — М.: Новое литературное обозрение, 2016.
- Мир мог быть другим: Уильям Буллит в попытках изменить XX век. — Время, 2015. — 272 с. — 1500 экз. — ISBN 978-5-9691-1388-6.
- Природа зла. Сырьё и государство. — 2-е изд. — НЛО, 2023. — 504 с. — (Отдельные издания). — ISBN 978-5-4448-1885-5.

## Критика
- Ярошевский М. Г. Л. С. Выготский — жертва «оптического обмана» Архивная копия от 4 марта 2016 на Wayback Machine // Вопросы психологии. — 1993. — № 4.
- Долинин А., Богданов К. http://magazines.gorky.media/nrk/2002/1/dol.html Архивная копия от 10 октября 2017 на Wayback Machine // Новая русская книга. — 2002. — № 1.
- Долинин А. Необходимые разъяснения Архивная копия от 10 октября 2017 на Wayback Machine // Новая русская книга. — 2002. — № 2.
- Круглов А. Н. Кант и «внутренняя колонизация России» (рецензия на книгу Эткинда А. М. Внутренняя колонизация. Имперский опыт России / Авториз. перевод с англ. В. Макарова. — М.: Новое литературное обозрение, 2013. — 448 с.) // Кантовский сборник. — 2013. — № 4 (46).
- Киселёв М. А. Как колонизируют историю. Рец.: Эткинд А. Внутренняя колонизация. Имперский опыт России. М., 2013 Архивная копия от 10 октября 2017 на Wayback Machine // Историческая экспертиза. — 2014. — № 1.
- Cherkaev, Xenia. 2014. «On Warped Mourning and Omissions in Post-Soviet Historiography.» Ab Imperio, no. 4: 365-85.